# 身長

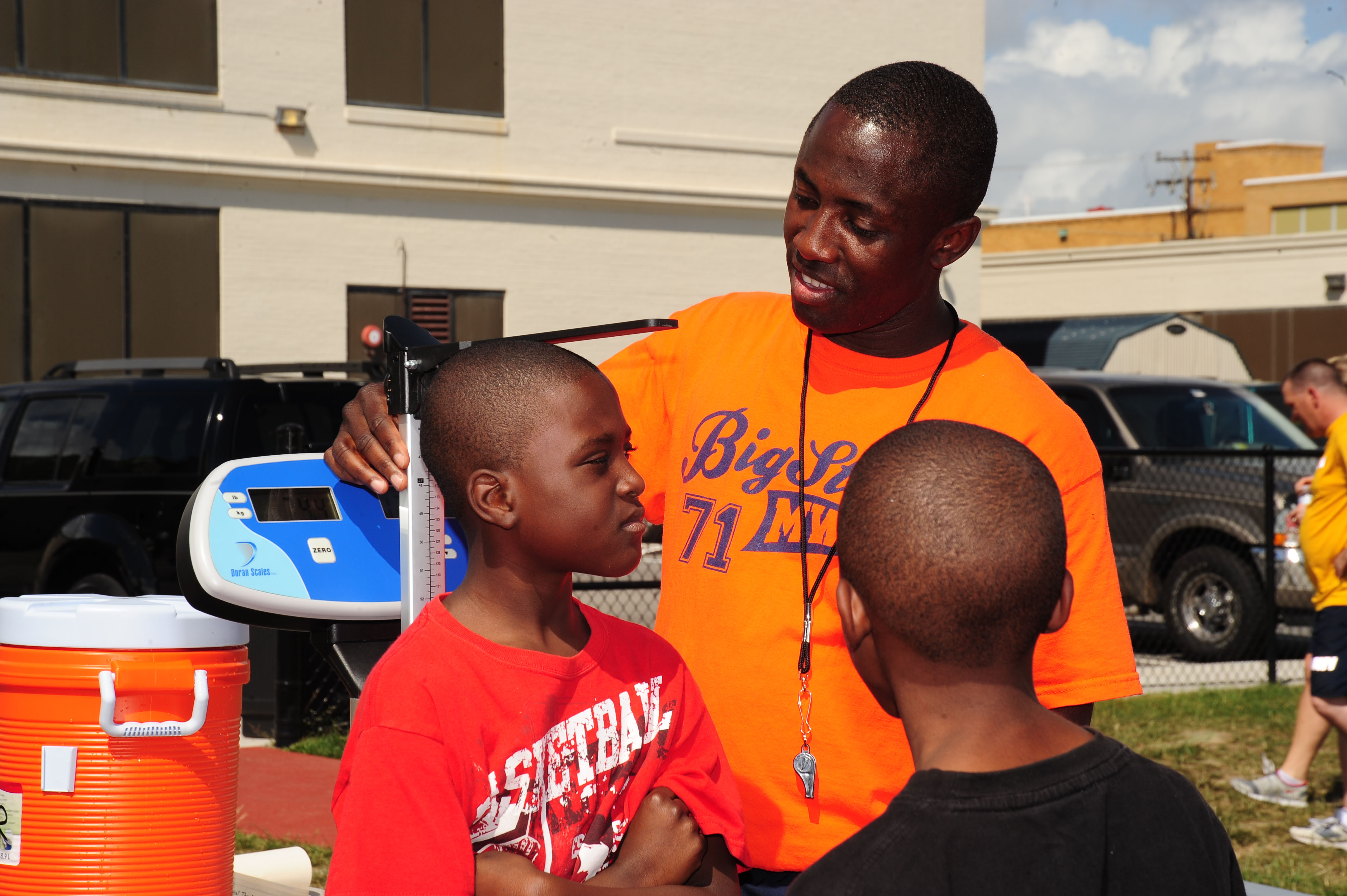
人の身長測定

身長（しんちょう）は、人間（ヒト）が直立した時の、床又は地面から頭頂までの高さ。身の丈（みのたけ）、上背（うわぜい）、背丈（せたけ）、立っ端（たっぱ）とも言う。通常、メートル法を使用する場合はセンチメートルで、インペリアル法を使用する場合はフィートとインチで表され、測点計を使用して測定される。背骨と背骨の間にある椎間板が負荷の有無によって膨らんだり縮んだりすることで身長は約0.6〜3cm変化する。そのため、起床直後は身長が一番高い値になり、就寝前が最も測定値が低くなる。

## 概要
平成30年国民健康・栄養調査によると、日本人男性の20歳以上の平均身長は 168.0±7.1cm、20 - 29歳の平均身長は 171.7±5.9cmであり、日本人女性の20歳以上の平均身長は 154.5±7.0cm、20 - 29歳の平均身長は 158.7±5.7cmであった。
文科省・学校保健統計調査によると2019（令和元）年度の17歳男子の平均身長は170.6 cm、17歳女子の平均身長は157.9 cmである。1989（平成元）年度とほぼ同じ数字であり、横ばい傾向が続いている。
身長を決定するのに遺伝と栄養状態がどのような役割を果たしているのかという問題は、人体計測研究の初期にしばしば提起されていた。ハプログループI （Y染色体）と呼ばれる男性における特定の遺伝子プロファイルは身長と相関している。生態学的データは、この遺伝的プロファイルの頻度が集団内で増加するにつれて、その国の平均的男性身長も増加することを示している。
身長と余命の相関については諸説あり、国家や人種別の平均身長と平均寿命において正相関及び負相関は見られない。
平均より6cm高い男性の認知症リスクは10%低くなる。
身長の低い群ほど脳卒中発症のリスクは上がるが、虚血性心疾患の発症については身長との関連は見られなかった。遺伝的に低身長だと心臓病リスクが高く、約6.5 cm低下する毎にリスクが13.5%上昇した。また、低身長は心血症である可能性が高く、がんになる可能性は低い。ハワイ大学は、加齢の影響を減少させる「長寿遺伝子」のFOXO3が、より小さな体格の個人においてより一般的に認められることを見出した。低身長は慢性静脈不全のリスクを低下させる。
集団が遺伝的背景および環境因子を共有する場合、平均身長はしばしば集団内の特徴を表す。集団内の例外的な身長変異（平均から約20%の偏差）は、ときに巨人症または小人症に起因する。これらは特定の遺伝子または内分泌異常に起因する疾患である。
人間の身長の発達は、2つの重要な福祉要素、すなわち栄養の質と健康の指標となる。貧困地域や戦争地域では、小児期や青年期の慢性的な栄養失調などの環境要因により、小人症のような疾患がなくても成長の遅れや成人身長の著しい低下が生じることがある。

## 概念
人の身体的な大きさを示す指標のひとつとして用いられている。一般に、足裏をべたに床につけ、背筋を伸ばした状態での、足裏から頭部の一番高い位置までの長さである。
身長は地域差が非常に大きい。また、後に述べるように先進国を主として近現代には大幅な身長の増加があったのをはじめ、同じ国や地域、時代によってもかなりの変異が見られる。
なお、身長は一日を通して一定ではなく、平均身長の男性で約2 cm程度の変化がある。これは、朝起きたときには椎間板が充分に水分を含んでいるが、夜寝る前には自重などにより圧迫され、かなり水分を放出するためといわれている。しかしこれらは個人の変異又は一時的なもので、人種あるいは地域集団に見られる身長の差や、時代による変化とは関係がない。
人の身体的な大きさは身長で表すのが一般的であるが、翻って動物全般の大きさをどのように測っているか比較すると、身長といった測り方はむしろ例外的で、人間以外の動物は、多くは全長 として口の先端部から尾の先端部の長さを用いたり、体長として、頭と胴の長さ（尾は含まない）を用いたりすることが一般的である。哺乳類や恐竜の大半は脚が長く体長に比して体の高さが大きいので、体高を用いることがある。これは4本脚で直立した時の肩の高さの値で、首を上に上げた高さではない（キリンの類を除く）。

## 身長の決定要因
個人の身長は主に成長ホルモンとそれを刺激する女性ホルモンの分泌によって左右される。女性ホルモンは成長ホルモンの分泌を刺激し身長の伸びを促すと共に骨端線の閉鎖を促し、骨端線が閉鎖され成長ホルモンを止めてしまう。女性は男性より女性ホルモンの分泌が多いため、思春期開始が男性より早く、身長の伸びのピークも男性より早いが、骨端線も男性より早く閉鎖してしまうため、男性より低身長となる。思春期における身長の伸びのピークは男女とも陰毛が発生する頃となっており、男性はこの時点で既に思春期に入っている事に気づきやすく（女性は思春期開始から生じる乳房の成長開始で思春期が始まった事に気づきやすい）、男性は変声、女性は初経を迎える頃には身長の伸びのピークが過ぎており、今後あまり伸びなくなる。女性ホルモンが全く作用しない男性では骨端線が閉鎖しないため高身長となる。先天的に脳下垂体に異常がある場合、成長ホルモンが多くまたは長期間排出されると巨人症となり、逆に少ないまたは短期間排出の場合には小人症となる。思春期開始時期の平均身長は男性は約145 cm、女性は約134.1 cmで、思春期の身長の伸びのピークは男性は平均約13歳、女性は平均約10.88歳（10歳10か月-10歳11か月）でピーク時の女性の平均身長は約142.4 cmである。
身長は主に脳下垂体から分泌される成長ホルモンとその影響によって左右されることが明らかである。成長ホルモンは睡眠時に多く分泌されるため睡眠は重要であるが、睡眠時間帯による成長ホルモンの分泌量の影響はない。
思春期の身長の伸びはあまり個人差がないとされる。そのため、身長を伸ばすには思春期前の期間が長く、かつ思春期前までにどれだけ伸ばせるかが重要で、これが大人になってからの身長を左右しやすい。一方で肥満小児の場合、思春期の身長の伸びは低下するとの報告がある。
気候の影響が言われる場合もある。ベルクマンの法則によると、同種の恒温動物では寒冷地に住む種が熱帯地に住む種に比べて大柄になるとされる。これは、体が大きくなると表面積が増えて放熱量が増えるものの、体積の増加によってそれ以上に熱生産量が増加し、寒冷地での生存に有利になるためとされる。人類も北欧人の方が南欧人より東アジア人の方が東南アジア人より高身長である。人類においては同人種間では当てはまるが他人種間ではあまり当てはまらない。例としてアフリカのディンカ族は温暖な地域の部族だが高身長である。
妊娠中に牛乳を多く飲むと子供の身長が高くなるという研究結果がある。

### 生まれか育ちか
遺伝学と環境との正確な関係は複雑で不確実である。
いくつかの双生児を対象とした研究によれば、ヒトの身長の差は60～80%の遺伝率があり、100年前のメンデル主義者と生物測定学者の議論以降、ポリジーン遺伝であると考えられている。18万人以上を対象としたゲノムワイド関連解析（GWAS）により、成人身長と関連する少なくとも180の遺伝子座において数百の遺伝的変異が同定されている。その後、調査対象となった人の数は253,288人にまで拡大され、同定された遺伝的変異体の数は423の遺伝子座で697にまでなった。比座高（座高と身長の比）を用いた別の研究では、これら697の変異体は(1)主に脚の長さを決定する変異体(2)主に背骨と頭の長さを決定する変異体(3)全体の体型に影響する変異体、という3つの特異的なクラスに分けることができると報告されている。この研究により、697の遺伝的変異体が全身長にどのように影響を及ぼすかについての生物学的メカニズムの洞察が得られた。なお、これらの遺伝子座は、身長だけでなく他の特徴も決定する。例として、頭蓋内容積に対して同定された7つの遺伝子座のうちの4つは、以前にヒトの身長に関連する遺伝子座として特定されていた。
2019年に発表された研究では、日本人約19万人のゲノム解析が行われて身長に関わる573の遺伝的変異を同定され、新たに身長に影響するSLC27A3とCYP26B1という二つの遺伝子が特定された。また、低頻度の遺伝的変異は身長を高くさせる傾向があり、これは身長を高くする遺伝的変異が日本人の集団では自然淘汰を受けていたことを示唆し、高身長が日本人にとって何らかの不利な影響を及ぼしていた可能性を示している。
環境が身長に及ぼす影響は、米国に住む人類学者のバリー・ボギンとグアテマラ・マヤ族の子どもたちの共同研究によって示されている。1970年初頭、ボギンが初めてグアテマラを訪れたとき、マヤ族男性の平均身長は157.5cm、女性は142.2cmであった。ボギンは、最大100万人のグアテマラ人が米国に逃れたグアテマラ内戦後に、別の一連の測定を行った。彼はアメリカに住む6歳から12歳のマヤ難民の身長が、グアテマラ在住の同年齢のマヤ人よりもかなり高いことを発見した。2000年までにアメリカのマヤ族の子供は、同年齢のグアテマラのマヤ族よりも10.24cm背が高くなっていたが、これは主に栄養状態と健康管理の改善によるものであった。ボギンはまた、アメリカのマヤの子供たちはグアテマラのマヤより平均で7.02cmほど脚が長く、比座高が有意に低いことを明らかにした。
シルック族やディンカ族のようなスーダンのナイロート族の人々は、世界でも最も背の高い人々と言われてきた。ロバーツが1953～54年に調査したディンカ族の男性は平均181.3cmの身長で、シルック族の男性は平均182.6cmの身長であった。ナイロート族の特徴は、長い脚、狭い体、短い幹を持つことで、暑い気候に適応している。しかし、1995年にエチオピア南西部で測定されたディンカ族およびシルック族の難民の男性の身長は、それぞれ平均176.4 cmと172.6 cmしかなかった。調査が指摘しているように、ナイロート族の人々は「幼児期および青年期に良好な環境条件に恵まれていれば、遺伝物質の十分な発現が可能となり、身長が高くなることがある」とされた。1955年から現在まで自国で内戦が続いた結果、難民になる前にこれらの人々は、貧困にさらされていたのである。

### 他器官への影響
身長が伸びる際、骨格系があらゆる方向に伸び、眼軸長（角膜と網膜までの距離）も伸びて近視に繋がる場合があるという仮説がある。また、マルファン症候群という症候群がある。高身長には限らないが、遺伝的な予想身長よりも背が高くなった場合に起こりうるものだという。
バストのサイズとウェストや体重、身長などとの関係について、1997年に発表された日本人の若年成人女子を対象とした調査によると、バストサイズとウェストの相関係数は0.78585、ヒップとの相関係数は0.70181、体重との相関係数は0.78300と高い相関を示したが、身長との相関係数は0.19439であり低い相関を示した。このことは、ブラカップの遺伝率が56%であるが、その遺伝的分散のうち総分散の3分の1がBMIに影響する遺伝子と共通しているためだと考えられる。

### 身長に関する俗説
牛乳を飲むと背が伸びる
他にも「小魚を食べる」などがある。共通するのはカルシウムを多く摂取しようという事である。カルシウムの摂取が身長の伸びにどう関与するかは明確ではない。また、人が一日に摂取できるカルシウムの量は決まっている。身長を伸ばすためには蛋白質が重要で、カルシウムは骨を硬くするだけという指摘もある。もっとも、牛乳には蛋白質も含まれているため、摂取量の差が身長の差に現れる可能性はある（あくまで可能性に過ぎない）。
バスケットボール・バレーボールなどのジャンプ系の運動が効果がある
このような「ジャンプ系」の運動に限らず、体をひねる・そらす・曲げるなどの体をまんべんなく動かす全身運動による刺激が、関節液（軟骨に栄養を届かせる）の循環をよくし、骨の成長を促すという意見もある。しかし、こうした競技では身長の高さが有利となるので、選手の身長が実際に高いことは、身長の伸長を促進することの証左とはならない。また、同様にジャンプやその他全身運動を伴うトランポリンの競技者は、平均して身長はさほど高くない。

## 成長過程

成長の内分泌調節における主な経路

身長の成長は、その様々な要因によって決定され、主に前脳下垂体から分泌されるソマトトロピン（ヒト成長ホルモン (hGH)）によって調節された細胞分裂を介して骨を長くすることから生じている。ソマトトロピンはまた、肝臓によって主に別の成長を誘導するホルモンであるインスリン様成長因子1 (IGF-1) の放出を刺激する。この2つのホルモンは、体のほとんどの組織で機能し、他の多くの機能を持っており、生涯にわたって分泌され続けている。分泌の大部分は沸き起こり、（特に思春期の場合）睡眠中に最大となる。
線状成長の大部分は、徐々に骨化して硬い骨を形成する長骨の骨端部の軟骨の成長として生じる。脚は成人の身長の約半分を占めており、脚の長さには性差があり、男性の方が比例して脚が長くなる。この成長の一部は、長い骨の成長スパートが停止したか、または遅くなった後に発生する。成長期の成長の大部分は長骨の成長である。さらに、個体群間や時間の経過による身長の変化は、主に脚の長さの変化によるものである。身長の残りの部分は頭蓋骨で構成されている。身長は性的二型であり、統計的には多かれ少なかれ正規分布を示すが、裾の重い分布を示す。対数正規分布は、任意に大きな信頼度では非物理的に負の身長値を得ることができる非負の下限信頼度を保証する以外にも、データに等しく適合することが示されている。

## 身長異常

男性の身長と年齢（米国CDC）

女性の身長と年齢（米国CDC）

身長の集団内変動のほとんどは遺伝的なものである。低身長と高身長は通常、健康上の問題ではない。また、正常値からの偏差の程度が有意な場合、遺伝性の低身長は家族性の低身長として知られており、高身長は家族性の高身長として知られている。その人の身長が正常であるかどうかは、家族の身長を比較したり、急激な変化がないかどうかの成長傾向を分析したりすることで確認することが可能である。しかし、成長異常の原因となる病気や障害はさまざまなものがある。
特に極端な身長の場合は、小児期の下垂体肥大症に起因する巨人症や、様々な原因を持つ小人症など、病的なものがある。まれに、極端な身長の原因が見つからない場合もあり、非常に背の低い人は特発性低身長と呼ばれることがある。2003年に米国食品医薬品局（FDA）は、人口平均（人口の約1.2%の最低値）より2.25標準偏差以下の人にヒト成長ホルモン治療を承認した。十分な成長ホルモンが脳下垂体によって産生または分泌されない場合、成長ホルモン欠乏症の患者は治療を受けることができる。この治療は、成長を促進するために、純粋な成長ホルモンを厚い組織に注入することもある。さらにまれな発生、または少なくともあまり知られていない「問題」は、特発性高身長である。

## 人の身長の歴史
先行人類ではホモ・ハイデルベルゲンシスの身長が男性で175 cm、女性で157 cmくらいと推定されている。また、ホモ・ネアンデルターレンシスの身長は男性で166 cm、女性で154 cmくらいと推定されている。古代ギリシャのヒトの平均身長は男性で164 cm、女性で155 cmくらいだったとみられている。 19世紀半ば以前は、身長には増加と減少の周期があったが、骨格の検査では石器時代から1800年代初頭までの身長に有意な差は見られない。
経済学者ジョン・コムロスとフランチェスコ・チンニェッラの研究によると、18世紀前半のイギリス人男性の平均身長は165 cm、アイルランド人男性の平均身長は168 cmであった。イギリス人、ドイツ人、スコットランド人兵士の推定平均身長は 163.6 - 165.9 [cm] で、アイルランド人の平均身長は167.9 cmであった。北米の男性奴隷と受刑者の平均身長は171 cmであった。また、1770年代後半のアメリカ生まれの植民地時代の兵士は、同時期に英国海兵隊に従軍していたイギリス人兵士よりも平均で7.6cm以上背が高かった。

### 身長の急上昇

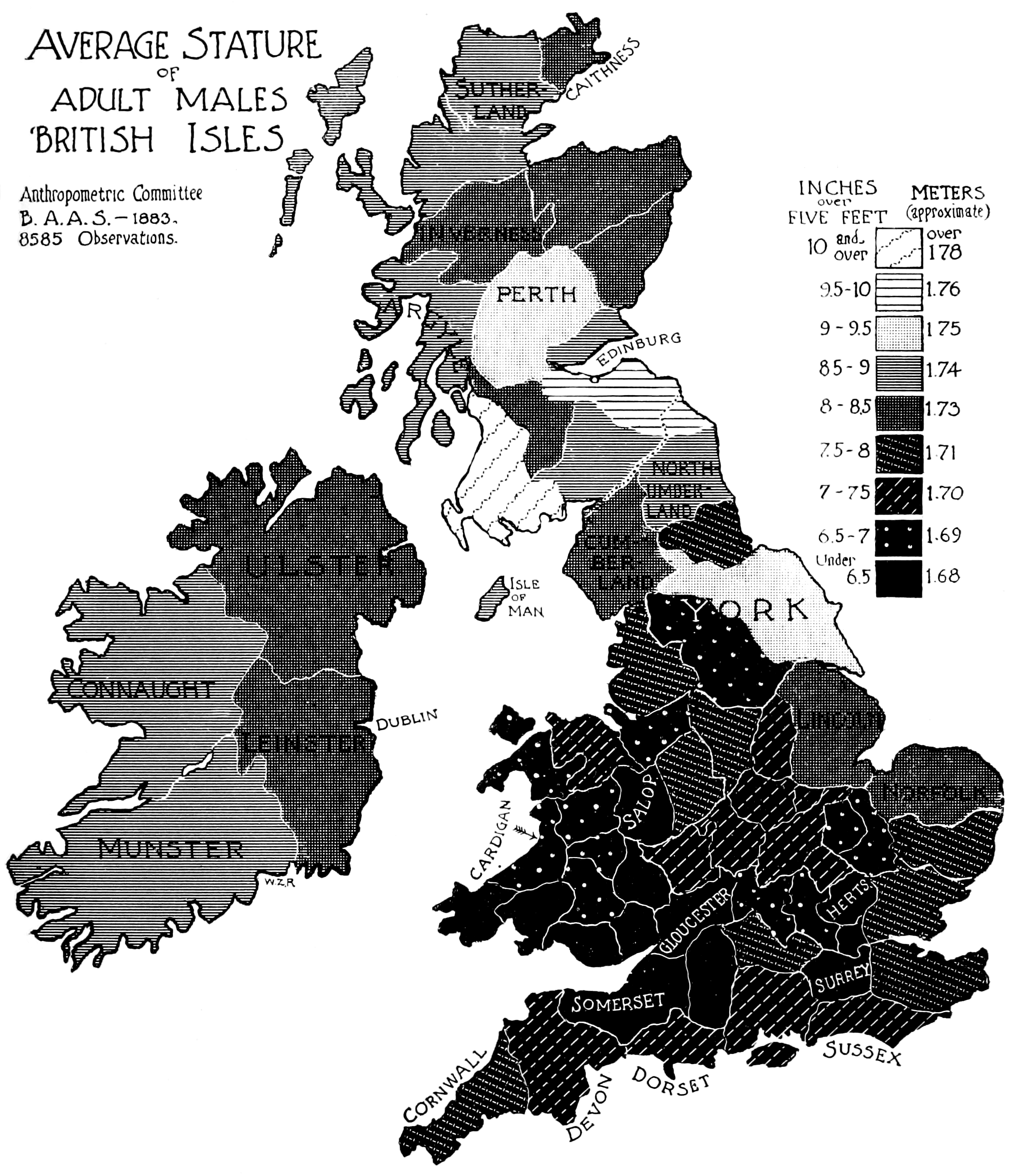
1897年のイギリスとアイルランドの男性の平均身長を示す地図。

一般的に、19世紀を通じて地域の身長レベルに大きな差はなかった。 このような一様な身長分布の唯一の例外は、アングロサクソンの入植地地域の人々で平均よりも身長が高い人と、平均以下の身長を持つ東南アジアの人々であった。しかし、19世紀末から第一次グローバリゼーション期の中頃になると、豊かな国と貧しい国の間で身長が乖離し始めた。バテンとブルーム(2014)は、19世紀には、身長の重要な決定要因は、その地域での牛・肉・牛乳の入手可能性と、その地域の疾病環境であったことを発見している。しかし、20世紀後半になると、技術や貿易がより重要になり、農産物の地域的な入手可能性の影響が減少した。
19世紀半ば以降の150年間で、先進国の人間の平均身長は最大10cm増加している。 しかし、こうした増加はほぼ横ばいになっているようである。1870年代初頭から1980年までのヨーロッパ15カ国の男性の平均身長を調査した所、1870年の平均が167.7cmだったのが1980年には177.8 cmになっている。国によって若干の差異があり、スペインは約163cmから約175cm、スウェーデンは約170 cmから約180 cmに伸びている。埋葬物から得られたデータによると、1850年以前のオランダ・ライデンの男女の平均身長はそれぞれ166.7cmと156.7cmであったことが示されている。1865年の19歳のオランダの孤児の平均身長は160cmであったが、今日のオランダ人は世界で最も身長が高く、若い男性の平均身長は183.8cmである。18世紀から19世紀にかけて、北米のヨーロッパ系の人々は、ヨーロッパの人々よりもはるかに背が高く、世界で最も背が高かった。プレインズネイティブアメリカンの元々の先住民族もまた、当時世界で最も背が高かった人の1つであった。
日本では歴史を遡ると、成人男子の場合、縄文時代には156 cmから160 cmであったが、古墳時代には165 cmほどになり、平安時代初期にピークとなった以降は減少に転じ、江戸時代には157 cmと、歴史時代では最も低くなった。明治以降は増加に転じ急速に高くなった。
明治維新後には肉食の普及に伴って身長が伸びたとされる。この時代になるとナショナリズムや軍事上の理由もあって体格改良が国策となり、井上哲次郎は「体格に於ても、其他百般の事に於ても、多くは西洋人に劣る」「支那朝鮮二国よりも矮小なり」、三島通良は「野蛮人種ヲ除キ、最も矮小」と述べ、またその逆に海野幸徳は「日本人の矮小なるを恥づる必要もなきなり、身体の巨大なるものの中には愚人あり、白痴あり」と述べている。東京帝国大学（現在の東京大学）男子学生を対象とした調査によると、1910年代から1940年代の30年間に3.1 cmの身長増加が認められ、同じく女子学生では1910年代から1950年代の40年間に3.4 cmの増加があり、戦前から男女共にほぼ10年間に1.0 cmという急速な身長の伸びが見られた事が分かる。
第二次大戦後には栄養状態が良くなりさらに伸び、1948年と1994年の平均身長の比較では男子で約10 cm伸びて170.9 cm、女子で約6 cm伸びて158.1 cmに達した。しかし以降は高止まりしてむしろ数mm下がっており、日本人の身長のピークに達したと見られている。

### 急上昇の要因

#### 栄養状態の改善
先進諸国での高身長化も含め、身長がどのような理由でどのように決まるかについては古今に様々な説があるが、一般には幼少期の栄養状態とその後の健康状態が身長の推移に影響を与えるといわれている。ただし、身長の大小と栄養の間の相関性には不明な点も多い。近現代になって先進諸国では身長が大きくなったが、世界的には身長の高低と生活水準（文明）の高低は一致しないことが多いからである。例えば、世界の高い身長の集団はアフリカのサラ族（英語版。平均身長181.7 cm、以下同じ）、スマトラ島中央部のマレー人 (175.5 cm)、南米南部のパタゴン （テウェルチェ族も参照。175.0 cm）、スウェーデン人 (174.4 cm) など、文化にも地域にも、共通点もまとまりもない。一般に、コーカソイドは高身長の傾向があり、特に北欧に分布する北方人種は高い。モンゴロイドは中身長が多く、ネグロイドはナイル川上流付近で平均180 cm以上の超高身長（サラ族、ディンカ族等）のものからネグリロ（ピグミー）のように150 cmを切るような超低身長まで幅広い変異を示す。こうした差異は生まれた時からあり、フランス人の新生児の身長の平均は50 cmなのに対し、インドシナ人の場合は46 cmしかない。人種あるいは地域によるこのような差がなぜ生じたのかは不明である。
2003年のユニセフによる「相次ぐ飢饉」による北朝鮮の栄養不良の影響に関する研究を引用した2004年の報告書では、若い成人男性の身長が著しく低いことが判明している。 対照的に、飢饉もなく「ますます西洋の影響を受けて食生活を楽しんでいる」韓国人は身長が伸びていた。身長差は、北の経済状況が南とほぼ同程度だった時期に育った40歳以上の韓国人にとっては最小限であり、一方で、身長格差は1990年代半ばに育った韓国人にとっては最も大きいもので、韓国人の身長が北よりも約12cmの身長差がある。中国に亡命した北朝鮮の子供たちを対象とした韓国の人類学者による研究では、18歳の男性は栄養失調のために同年代の韓国人よりも13cm低いことがわかった。

#### 社会階級
身長と実質賃金との間には相関関係が存在することが示唆されており、先進国ほど相関関係が高いことが示唆されている。興味深いことに、異なる社会階級の子どもたちの間では、子どもが2歳前後の時点ですでに身長の差が観察されていた。インドネシアのデータを用いたバテン、シュテグル、ファンデルエンの研究では、経済発展と平均身長の正の関係が示唆されている。インドネシアでは、人間の身長は自然または政治的ショックと同時に減少している。
アメリカ人とヨーロッパ人の平均身長は、急速な工業化の時期に減少したが、これはおそらく人口の急速な増加と経済的地位の広範な低下によるものである。 これは、早期工業化成長のパズルとして知られているか、米国の文脈ではアンテベラム・パズルとして知られている。19世紀初頭のイギリスでは、イギリスの上流階級の若者（サンドハースト王立陸軍士官学校の学生）とイギリスの労働者階級の若者（マリン・ソサエティの少年）の平均身長の差は22 cmに達し、これまでに観測された中で最も高かった。
J.W. ドラッカーとビンセント・タセナールの研究によると、オランダ人の一人当たりの実質GNPが年平均0.5%以上のペースで成長していたにもかかわらず、1830 - 57年にかけてオランダ人の平均身長は減少した。減少が最も大きかったのは都市部で、1847年には都市部の身長減は2.5 cmとなっていた。また、都市部の死亡率は農村部よりもはるかに高かった。1829年には、都市部と農村部のオランダ人の平均身長は164 cmだった。1856年までには、農村部のオランダ人の平均は162 cm（5フィート3.8インチ）、都市部のオランダ人は158.5 cm（5フィート2.4インチ）であった。

#### その他の要因
栄養以外にも、照明の発達による昼間時間の延長がホルモン分泌に影響を与えた結果であろうとする意見もあるが、現在でも決定的と言えるものはない。多くの要素が、中にはまだ知られていない原因も含めて複雑に影響し合っている可能性が考えられる。従って、巨人症や小人症のような明らかな異常の場合を除き、人為的に身長を制御する事（背を高くしたい云々）は困難な上、安易に行なうのは肉体的もしくは精神的に大きな危険を伴う恐れがある。また、成人の身長は集団間で大きく異なることがよくある。例えば、チェコ共和国の女性の平均身長はマラウイの男性よりも高い。これは、遺伝的な違い、幼少期の生活習慣の違い（栄養、睡眠パターン、肉体労働）、またはその両方が原因である可能性がある。
なお、身長の低下は、性別、遺伝、環境要因にもより、中年期から始まる人もいるが、高齢者には普遍的な傾向が見られる。この身長の低下は、乾燥による椎間板の高さの低下、軟部組織の萎縮、変性疾患に伴う姿勢の変化などが原因である。2007年（平成20年）のある発表では、国別平均身長はオランダが1位。アメリカ合衆国が5位に転落したことに関して、ジャンクフード過剰摂取による一定の微量栄養素不足が原因とも指摘されたが、不明である。

### 現代

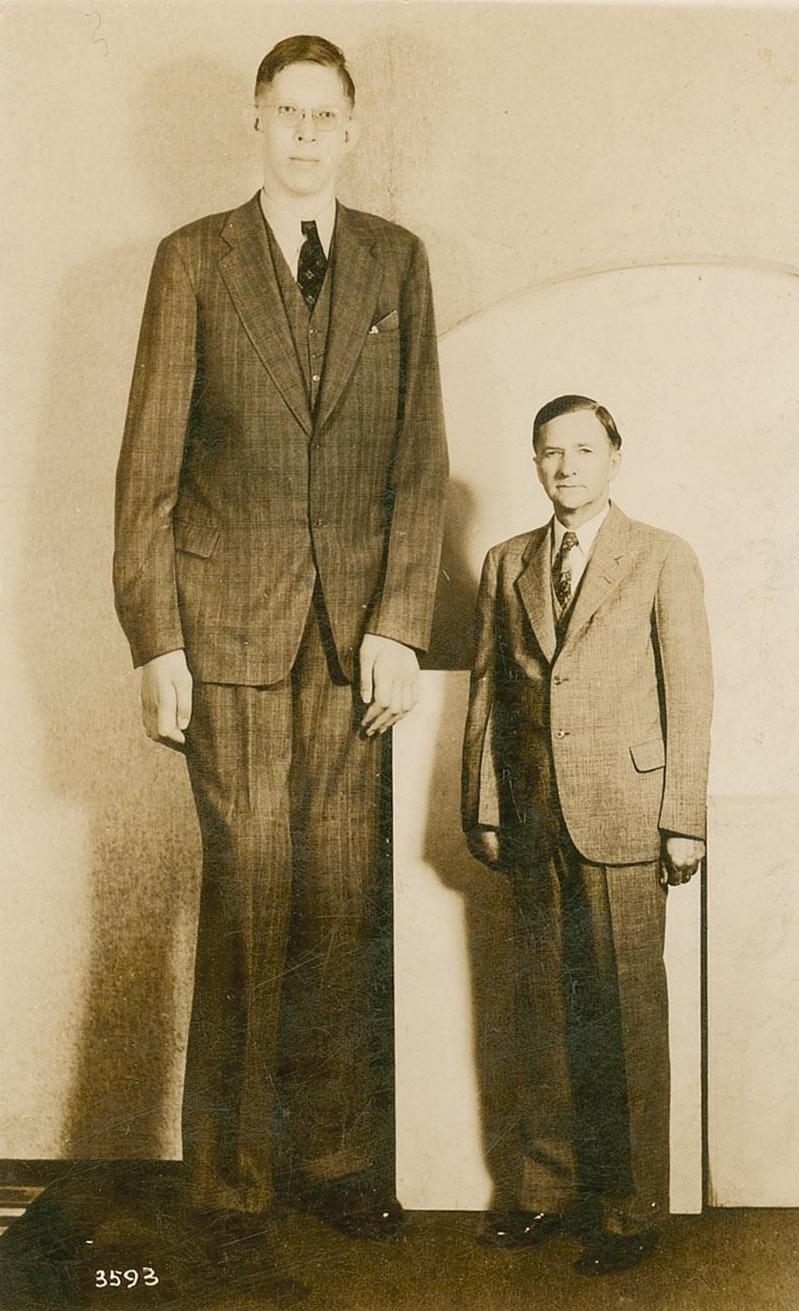
「疑う余地のない医学的な記録がある中で、最も身長の高い人間」としてギネスブックに記載されているロバート・ワドロー。

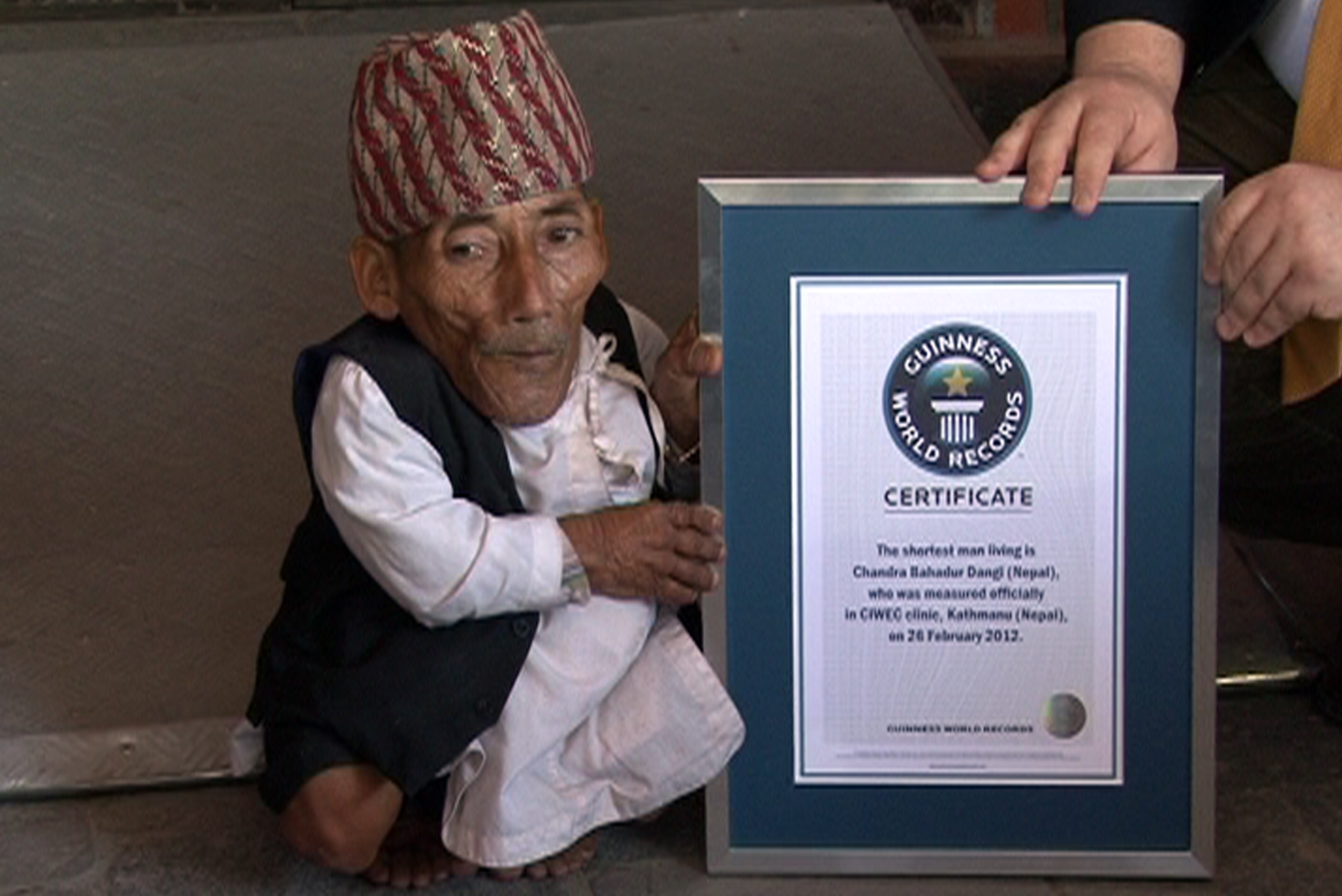
史上最も背の低い成人としてギネス世界記録に認定されているチャンドラ・バハドゥール・ダンギ。

ディナル・アルプス山脈にいる人々、主に南スラブの人（モンテネグロと東ヘルツェゴビナ）は、男性が平均身長185.6cm、女性の平均身長が170.9cmで、世界で最も高いことが記録されている。他に平均身長の高い部族としてはディンカ族があり男性で183cm、女性で170cmというデータがある。チベットではカンゼ族は背が高いことで知られている。カンゼ族の男性の身長は平均180cmである。
生きている男性で最も身長が高いのは、トルコ人のスルタン・キョセンで、251cmである。現在、最も背の高い夫婦は元バスケットボール選手の姚明と葉莉（ともに中国人）で、それぞれ228.6cmと190.5cmで、合わせて419.1cmとなる。彼らは2007年8月6日に中国の上海で結婚した。
近代史の中で最も背の高い男性は、死亡時に272 cmの身長があった米国イリノイ州出身のロバート・パーシング・ワドロー (1918 - 1940) であった。また、記録上最も背の低い成人は、ネパール人のチャンドラ・バハドゥール・ダンギは54.6 cmであった。医学史上最も背の高い女性は、中国湖南省の曾金蓮で、彼女は17歳で亡くなったときに248 cmであった。

## 身長の測定

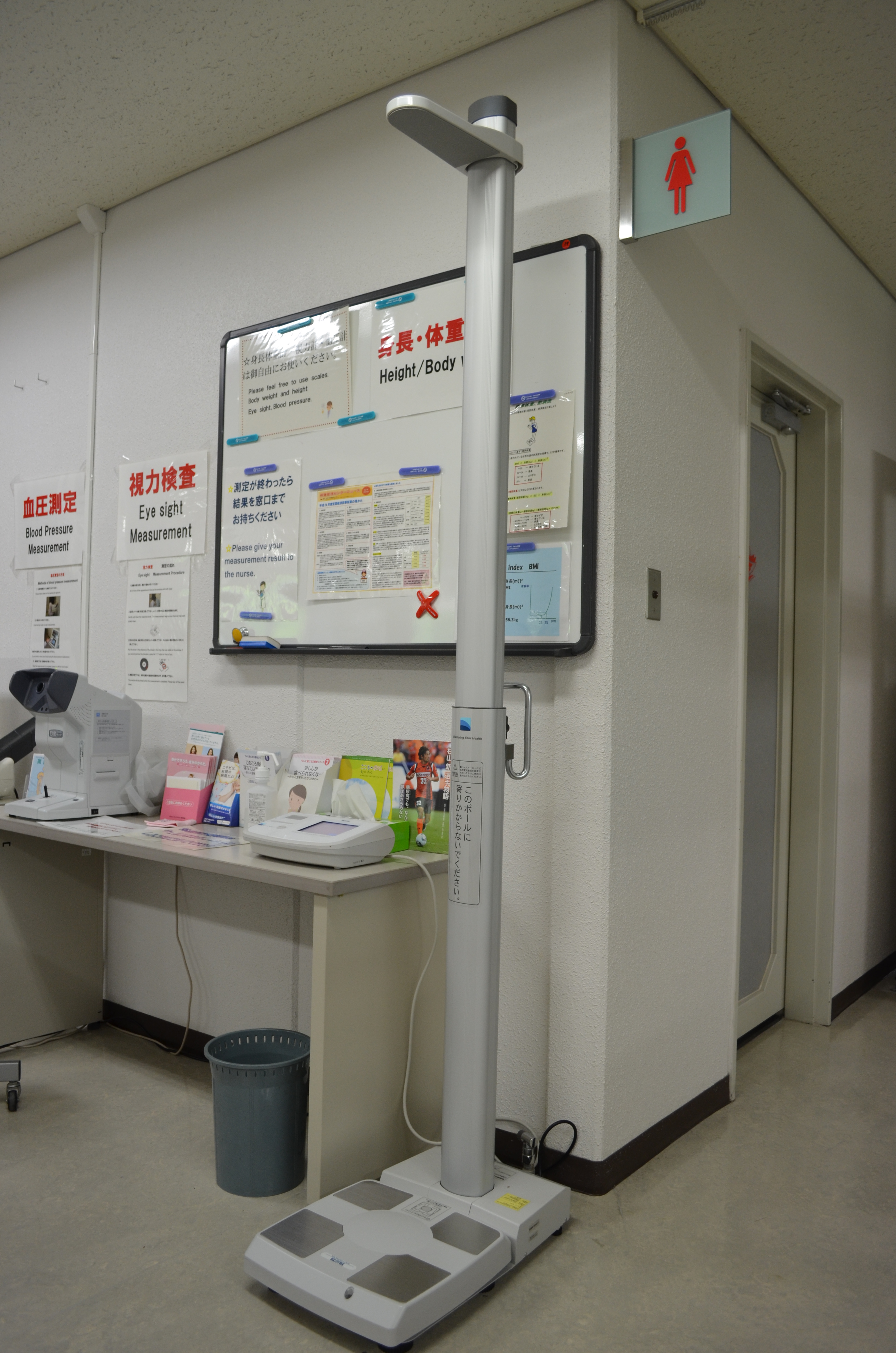
身長計

### 身長の実測
通常、身長の測定には身長計が用いられる。身長計の前に背を向けて立ち、スケールを頭頂部にまで下げたところで目盛を読む。最近はデジタルスケールのものもある。
身長は仰臥位で測定されることもあり頭頂部とかかと基部に三角定規などを当てマークしておきメジャーなどで測定する。なお、起立不可能な患者や脊椎前彎患者などの身長の測定の場合には膝下高による推定身長による算定も用いられる（#身長の推定も参照）。
第二次世界大戦後の日本ではメートル法によりセンチメートル (cm)表記を主に使用するが、それ以前は尺貫法により尺・寸を用いて表記していた。特に、成人男性の身長は5尺台 (約 150 - 180 [cm])であることが多いので、「5尺」を省略して寸だけで身長を表すことが広く行われていた。

### 身長の推定
イギリスの統計学者カール・ピアソンは、四肢の長管骨の長さからその個人の身長を推定する公式を発表し、事故死・犯罪被害者の白骨遺体はもちろん、化石人骨の身長を知るために広く用いられている。一例を示すと、推定身長 [cm] = 81.036＋1.880×（大腿骨最大長 [cm]）である（異なる人種や地域では式を修正する必要がある）。
また、足のサイズからも予測が可能である。単位はセンチ (cm)。
男性：80.44＋3.53×(足裏長さ[cm])
女性：71.09＋3.65×(足裏長さ[cm])
個人の身長は両親の身長から大まかに推測計算することが可能である。予測身長と呼ばれ、日本人に対しては下記の計算法がある。
男子 （両親の身長の合計 + 13 [cm]）/2
女子 （両親の身長の合計 - 13 [cm]）/2
実際の身長はこの値から上下に9 cm程ばらつく（±2σの範囲）。他にも幾つか細部が異なる計算方法もある。

## 身長の調査

### 平均身長

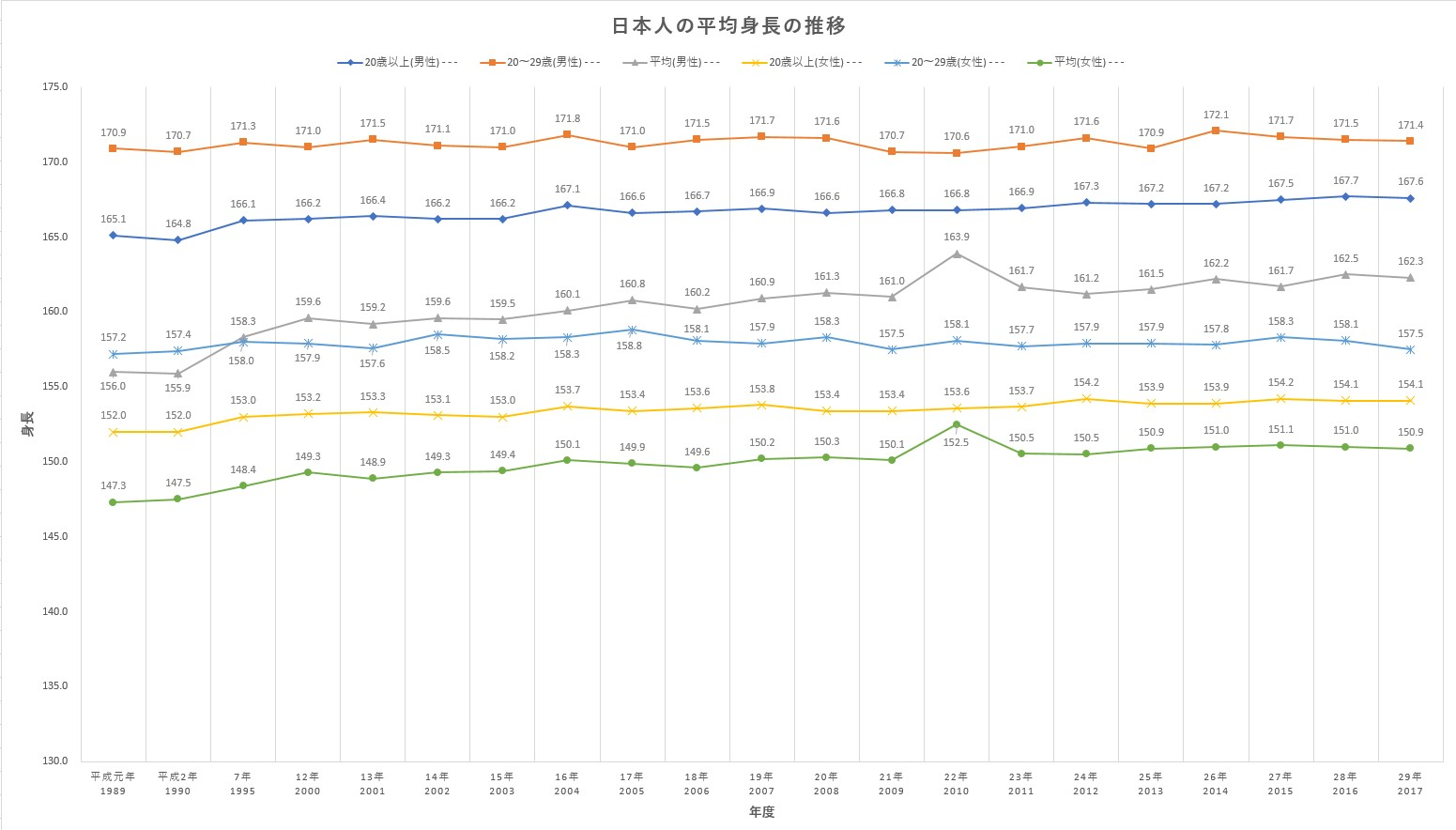
日本人の平均身長の推移

平成30年国民健康・栄養調査によると、日本人男性の20歳以上の平均身長は 168.0±7.1 [cm]で20 - 29歳の平均身長は 171.7±5.9 [cm]であり、日本人女性の20歳以上の平均身長は 154.5±7.0 [cm]で20 - 29歳の平均身長は158.7±5.7 [cm]であった。

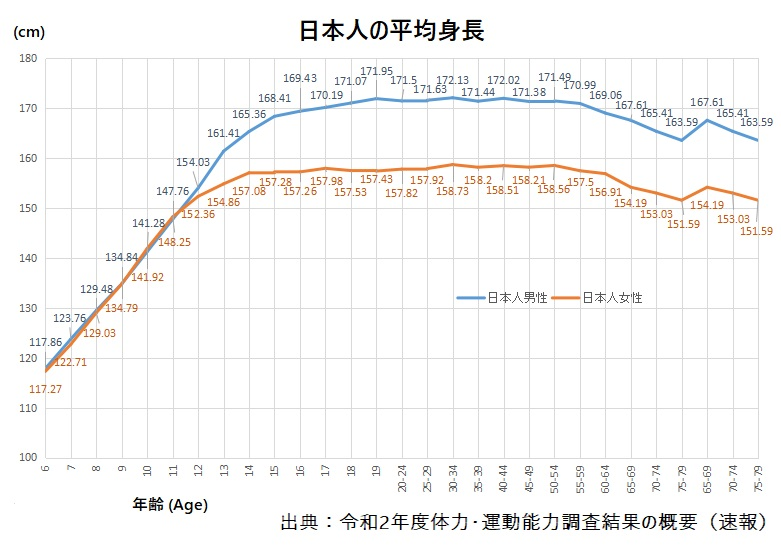
日本人の平均身長（年齢別）（出典：令和2年度体力・運動能力調査結果の概要）

2009年のOECDの調査に掲載された2005年の日本人男性(20～49歳)の平均身長は172cmであり、日本人女性(20～49歳)の平均身長は158cmであった。

### 分布と割合

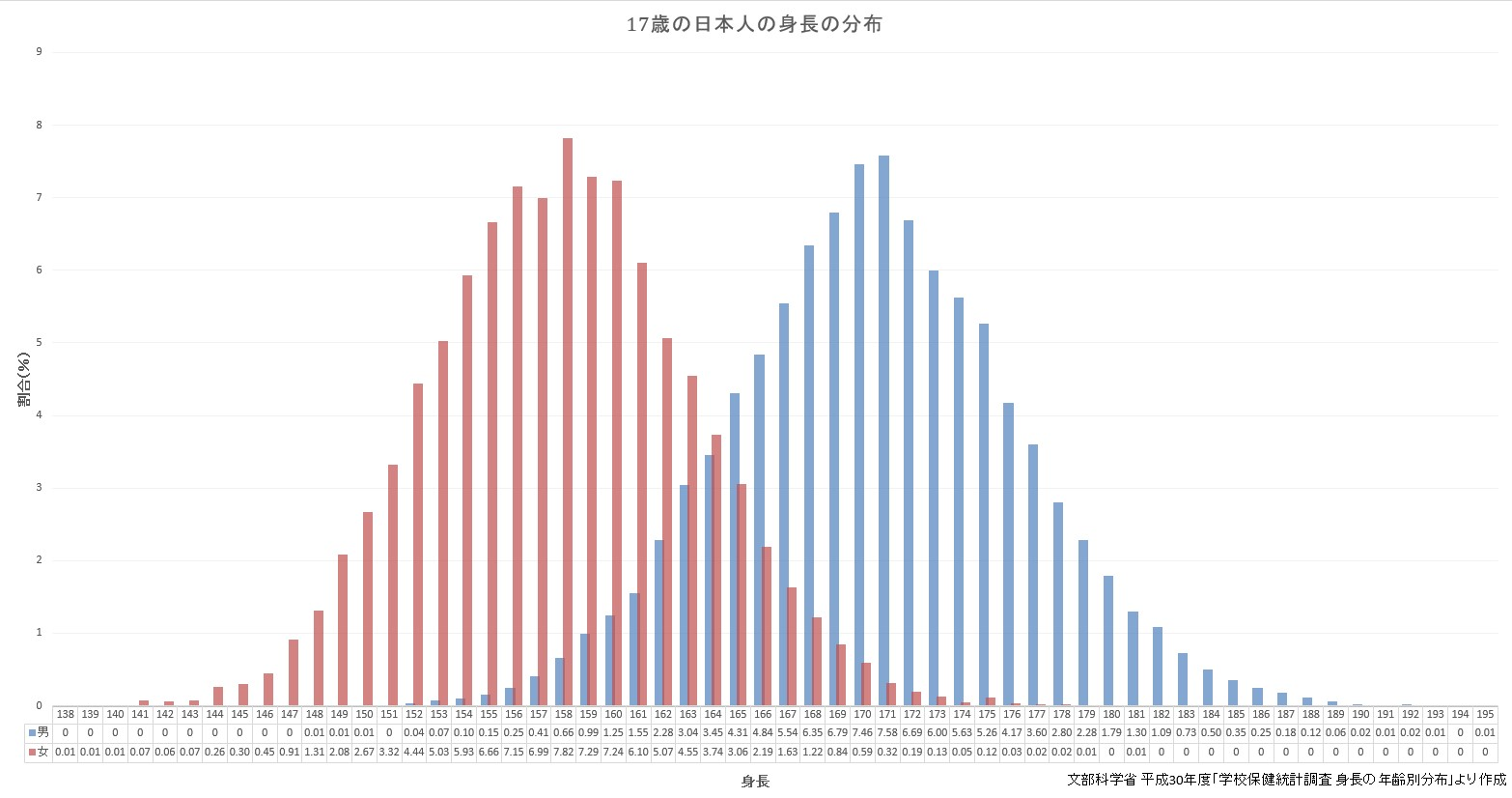
17歳の日本人の身長の分布

文部科学省の平成30年度「学校保健統計調査 身長の年齢別分布」に日本人の身長の年齢別分布が公開されている。17歳時点での日本人の身長分布は、男女共に正規分布を描いていた。また割合を見ていくと、17歳の日本人男子の身長の中央値は170 cmであるが、その付近である165 - 170 cmと170 - 175 cmで全体の割合の半分以上の61.19%を占めている。そして150 cm未満は0.02%、155 cm未満は0.24%、160 cm未満は2.70%であり、180 cm以上が6.44%を占めている。17歳の日本人女子の身長の中央値は157 cmであるが、155 - 160 cmで全体の35.91%を占めている。

### パーセンタイル値
文部科学省の平成30年度の学校保健統計調査には、「年齢別 性別 身長の3,10,25,50,75,90および97パーセンタイル値」が公開されている。それによると、男子女子でそれぞれ以下の表のようになっている。
なお、パーセンタイルとは、計測値の統計的分布上で「小さいほうから数えて何%目の値はどれくらいであるのか」という見方をする統計的表示法である。例えば、日本人男子の17歳時点での181cmという身長は97パーセンタイルに位置するが、これは、100人の17歳男子を身長が低い方から高い方に並べて集めたときに、身長が低い方から数えて97番目（上から3番目）に181cmの男子がいるということである。また、50パーセンタイルは中央値である。
| 年齢 | 身長 (cm) | 身長 (cm) | 身長 (cm) | 身長 (cm) | 身長 (cm) | 身長 (cm) | 身長 (cm) |
| ---- | --------- | --------- | --------- | --------- | --------- | --------- | --------- |
| 年齢 | 3%        | 10%       | 25%       | 50%       | 75%       | 90%       | 97%       |
| 5歳  | 101       | 104       | 107       | 110       | 113       | 116       | 119       |
| 6歳  | 107       | 110       | 113       | 116       | 119       | 122       | 125       |
| 7歳  | 113       | 115       | 119       | 122       | 125       | 129       | 132       |
| 8歳  | 118       | 121       | 124       | 128       | 131       | 135       | 138       |
| 9歳  | 123       | 126       | 129       | 133       | 137       | 141       | 144       |
| 10歳 | 127       | 131       | 134       | 138       | 142       | 146       | 151       |
| 11歳 | 132       | 136       | 140       | 144       | 149       | 154       | 159       |
| 12歳 | 138       | 142       | 147       | 152       | 158       | 163       | 167       |
| 13歳 | 144       | 149       | 154       | 160       | 165       | 169       | 173       |
| 14歳 | 152       | 156       | 161       | 165       | 169       | 173       | 177       |
| 15歳 | 157       | 160       | 164       | 168       | 172       | 175       | 179       |
| 16歳 | 158       | 162       | 165       | 169       | 173       | 177       | 181       |
| 17歳 | 159       | 163       | 166       | 170       | 174       | 178       | 181       |

| 年齢 | 身長 (cm) | 身長 (cm) | 身長 (cm) | 身長 (cm) | 身長 (cm) | 身長 (cm) | 身長 (cm) |
| ---- | --------- | --------- | --------- | --------- | --------- | --------- | --------- |
| 年齢 | 3%        | 10%       | 25%       | 50%       | 75%       | 90%       | 97%       |
| 5歳  | 100       | 103       | 106       | 109       | 112       | 115       | 118       |
| 6歳  | 106       | 109       | 112       | 115       | 118       | 121       | 124       |
| 7歳  | 111       | 114       | 117       | 121       | 124       | 128       | 131       |
| 8歳  | 117       | 120       | 123       | 127       | 130       | 134       | 138       |
| 9歳  | 122       | 125       | 129       | 133       | 137       | 141       | 145       |
| 10歳 | 127       | 131       | 135       | 139       | 144       | 148       | 153       |
| 11歳 | 133       | 137       | 142       | 147       | 151       | 155       | 158       |
| 12歳 | 140       | 144       | 148       | 152       | 155       | 159       | 162       |
| 13歳 | 144       | 148       | 151       | 154       | 158       | 161       | 165       |
| 14歳 | 146       | 149       | 152       | 156       | 160       | 163       | 166       |
| 15歳 | 147       | 150       | 153       | 157       | 160       | 163       | 167       |
| 16歳 | 147       | 150       | 153       | 157       | 161       | 164       | 167       |
| 17歳 | 148       | 151       | 154       | 157       | 161       | 164       | 167       |

日本人の身長は、他の運動・身体データと共に、文部科学省のスポーツ・青少年局参事官生涯スポーツ課が年齢別体格測定として調査結果を公表している。
- 平成19年度体力・運動能力調査調査結果統計表 （日本語）
- 平成20年度体力・運動能力調査調査結果統計表 （日本語）
- 平成21年度体力・運動能力調査結果の概要及び報告書について （日本語）
- 平成22年度体力・運動能力調査結果の概要及び報告書について （日本語）

### 世界における平均身長

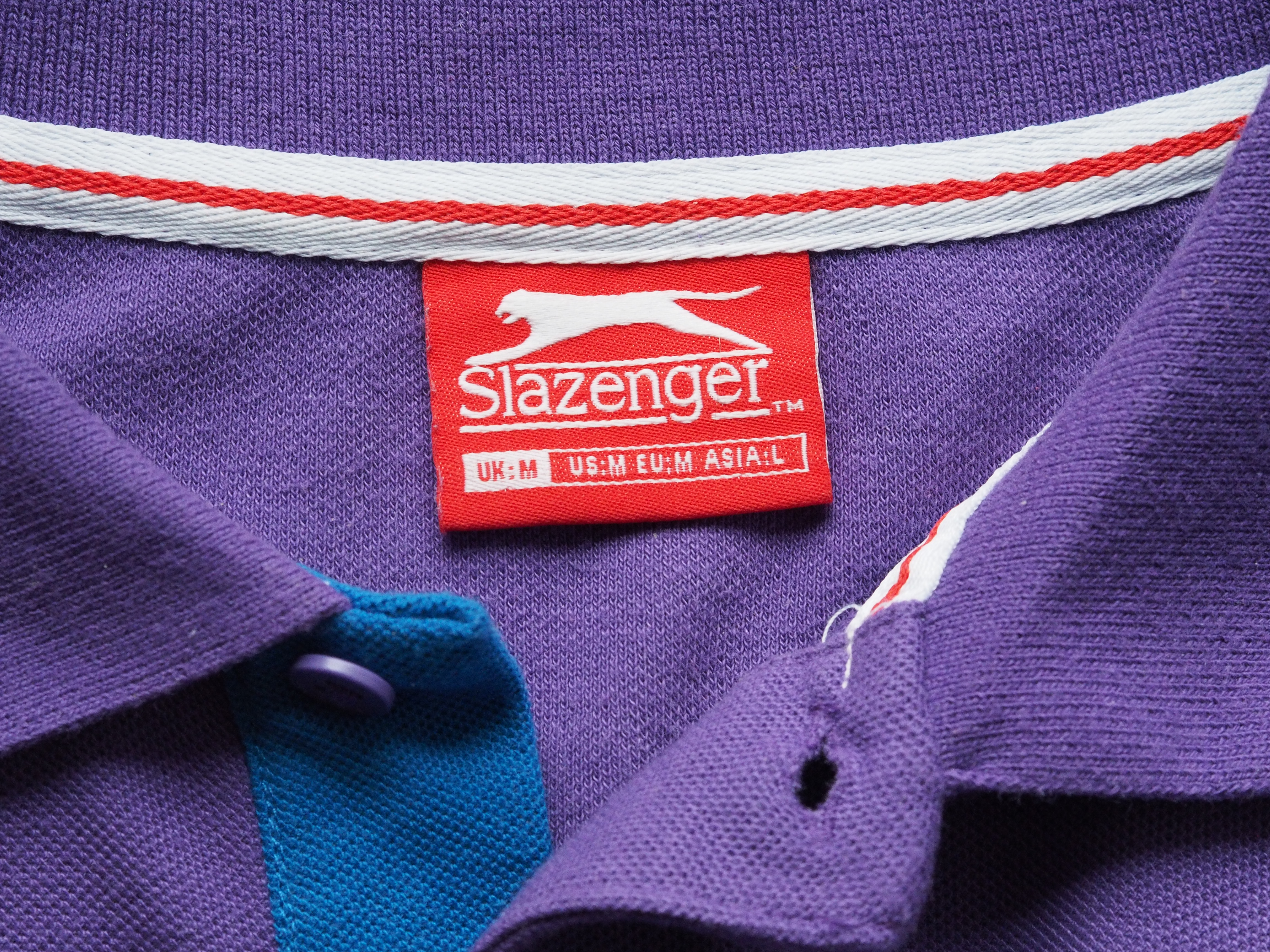
このポロシャツには、世界の平均身長の差を示すテキスタイルラベルが表示されている。アメリカやヨーロッパではミディアムサイズであるが、アジアではラージサイズとなる。

2014年の国別の平均身長

2014年の国別の男性の平均身長

2014年の国別の女性の平均身長

他の統計データと同様に、平均身長のデータの正確性は様々な理由で疑わしい場合がある。
- 研究によっては測定者が測定することなく、被験者に自身の値を測定させ自己申告させることがある。一般的に自己申告された身長は、測定された身長よりも高くなる傾向があるが、身長の過大評価は身長を報告する被験者の身長、年齢、性別、および地域によって変化する[83][84][85][86]。
- 被験者は無作為に選ばれたものではなく有為抽出された可能性があり、その結果、サンプリング・バイアスが生じている。
- 国によっては、地域間の身長格差が大きい場合がある。例えば、ある調査では、ドイツの最も身長の高い州と最も身長の低い州の間に10.8cmの差があることが示されている[87]。このような状況下では、異なる地域グループの加重平均を用いて、すべての地域から適切にサンプルを採取しなければ、平均身長は総人口を代表するものではない可能性がある。
- 社会集団によって平均身長が異なることもある。フランスの調査によると、エグゼクティブや専門職の身長は全国平均より2.6cm高く、大学生の身長は全国平均よりも2.55cm高くなっている[88]。この事例が示すように、特定の社会集団から得られたデータは、国によっては総人口を表していない場合がある。
- 比較的少数のサンプルが測定されている可能性があり、このサンプルが正確に全人口を表しているかどうかは不確かである。
- 人の身長は、測定の直前に行われた運動による身長の増加（通常は逆相関）や、かなりの時間に渡って横になってからの身長の増加（通常は逆相関）などの要因により、1日の間に変化することがある。例えば、ある研究では、朝にベッドから起きてからその日の午後4時から5時までの間に、100人の子供の身長が平均1.54 cm減少したことが明らかになっている[89]。このような要因は、いくつかの研究ではコントロールされていない可能性がある。
- ボスニア・ヘルツェゴビナ、オランダ、クロアチア、セルビア、モンテネグロの男性は、平均身長が最も高い[90][91]。データによると、ヘルツェゴビナ人はオランダ人よりも5.08cm以上高い身長を持つ遺伝的潜在能力を持っていることが示唆されている。オランダでは男性の約35%がY ハプログループI-M170の遺伝的プロファイルを持っているが、ヘルツェゴビナではその頻度は70%異常となっている。この遺伝的傾向線を外挿してみると、ヘルツェゴビナの平均的な男性の身長は190 cmになる可能性があることがわかっている。一方で、多くのヘルツェゴビナ人は貧困のために身長が190 cmの高さに到達していない（ボスニア・ヘルツェゴビナの市民は、両親の両方が大学に行った場合の身長が1.9 cm高く、これは裕福さの指標と考えられている）。イスラム教徒のヘルツェゴビナ人の平均身長が低いのは、主にそれが原因の可能性がある[92]。
- ディンカ族は身長が高いことで注目されることがある。ルワンダのツチ族とともに、彼らはアフリカで最も身長の高い民族であると考えられている[93]。ロバーツとベインブリッジは、1953年から1954年に測定された52人のディンカ・アガーの平均身長が182.6cmであることと、227人のディンカ・ルウェンの平均身長が181.3cmであることを報告している[94]。また、歴史的な身長データと栄養状態を比較した他の研究では、ディンカ族が世界で最も高い身長を持つ民族であるとされている。

## 身長と所得などの生活水準

### 年収・社会的地位・幸福度
多くの国の研究では、主に男性の身長と年収の相関が確認されており、高身長な男性ほど社会的地位が高く、同時に高収入であるという研究が証明されている。さらに、プリンストン大学の研究結果では、幸福度においても高身長の方が高い事が明らかとなった。ソーシャル・ネットワーキング・サービスを通じて、男性における身長による人生格差の実態が明らかとなっている。
また、日本や他国などでも政治家や経営者などの著名人らも、比較的に高身長が多い事も明らかとなった。

### 人間工学上の設計
生活空間においては、ドアの高さやベッドの長さなど、身長を意識して設計されているものが多く、人間工学では身長は重要な要素の一つである。学童の体位向上（身長増加）により、学校で使用する机や椅子が合わなくなり、規格の変更が為される例もある。
自動車やオートバイ、飛行機などの乗り物においては、設計時に想定された操縦者の身長から大きく外れている体格の場合、乗降や操縦に重大な支障を来たす場合がある。座席や操縦に使用するインターフェイスの取替えなどによってある程度の身長差はカバーできるが、それでもなお過不足を生じる程操縦席と操縦者の身長のミスマッチが大きい場合、低身長や高身長が直接の障害となって、その乗り物への搭乗を断念しなければならない事態が生じうる。
マッサージチェアの対応する身長を 140 - 185 cmとするメーカーが多く、範囲から外れる場合は座布団を敷いたり体をずらすなどの工夫が必要となる。

## 身長と制限
施設・設備によっては、安全上の理由から利用に身長制限を設けることがある。プール・遊園地の乗り物では多くの場合、最低身長が定められている。
子供向けの遊具・施設やスーパー銭湯（異性の子供）などでは、最高身長を制限しているところがある。年齢だと個人差が大きいし、身分証明書で確認をとるのは現実的ではない。※しかし子供運賃は平等にするため小学生（幼児は、大人1人あたり2人まで無料）であり、公衆浴場条例は身長表記だと適切でないので9歳以下（多くの県）となっている。
職種によっては、身長によって制限が設けられている職業がある。消防士は消防服のサイズが決まっているため多くの自治体で男子160 cm以上、女子155 cm以上としている。警察官は犯人の制圧などを遂行するため『体格基準』が規定されており各都道府県警によって異なるが、おおむね「男子160 cm以上」「女子150 cm以上」を基準としていた。近年では志願者数の減少やサイバー犯罪に対処するサイバー捜査官など体力を重視しない職種も増えているため、健康であれば身長体重を不問とする動きが広がっている。アメリカ軍のパイロットでは、160 - 200 cmの身長が求められ、座高は86 - 102 cmはなければならないとされている。力士の新弟子検査は、身長167 cm以上（就職場所と言われる3月場所は中学卒業見込者に限り身長165 cm以上）が必要となる。
英国内情報機関の情報局保安部 (MI5) は2004年（平成17年）、「男性は身長180 cm、女性は173 cmを上回らないことが望ましい」との職員採用の新基準を設けた。諜報活動においては、極端な長身は目立つため相応しくないものとみられる。

## 身長と職業選択

### 航空業界
航空機は耐空証明などの保安基準があるため操縦席の交換が難しく、操縦士には体格の制限が設けられている。パイロットは男女共通で158 cm以上とする国が多く、軍隊では操縦席が狭い戦闘機を想定し190 cm以下という制限も設けていることが多い。これはアメリカ軍が第二次世界大戦時の徴兵でパイロットの採用基準とした『62インチ (約 157.5 cm) から75インチ (約 190.5 cm)』という成人男性の平均身長を元にした基準をそのまま使っているためである。アメリカ軍は多くの国の軍にも影響を与える存在であり、日本の自衛隊では自衛官や防衛大学校の採用基準が『男子155cm以上、女子150cm以上』であるが、操縦士候補生である航空学生のみ男女共通で『158 cm以上、190 cm以下』としている。
航空機メーカーではボーイングやロッキード・マーティンなど軍用機・民間機の両市場で業界標準を主導するアメリカの企業が多く、他国のメーカーでもこの基準に倣うことが多い。法律面でも多くの国の航空機関は連邦航空局の基準を参考にしており、航空業界では民間は『62インチ以上』、軍は『62インチ以上、75インチ以下』が事実上の標準となっている。なおアメリカ空軍では現在、身長『63 - 79インチ』、座高『34 - 40インチ』の基準を採用している。
第二次世界大戦まではメーカーは自国の成人男性の平均身長を基準に設計していたため、零式艦上戦闘機のように当時の日本人男性の平均身長に合わせた結果、アメリカの成人男性ではラダーペダルが踏み込めないサイズとなり、飛行させるために座席を後退させるなどの改造が必要な機体も多い。
客室乗務員は会社ごとに異なるが、航空機に搭載される座席や救命胴衣などが『62インチ以上』の基準となっていることが多いため、おおむね62インチ前後である。例としてはシンガポール航空、日本航空は158 cm、ユナイテッド航空は152.4 cmとなっている。韓国では、大韓航空を始め多くが162 cm以上としており、他国のものより厳格である。韓国の国家人権委員会は、この身長制限は合理的な理由がなく、差別であるとして2008年に是正勧告を行っているが、2014年時点で大韓航空（女性乗務員）以外の会社は廃止している。2015年には大韓航空の女性乗務員の募集要項から身長制限が廃止された。
宇宙開発初期には宇宙飛行士の多くが空軍パイロットであったため、NASAの基準も軍の基準（62インチから75インチ）で採用された人間に合わせた設計となり、民間出身者が増えた現在でも訓練で使用する練習機やシミュレータなどは過去の基準で作られているため、制限がそのまま引き継がれている。日本ではJAXAの規定は『149 cm以上、193 cm以下』という独自基準だったが、2008年度の募集からNASAや多くの宇宙機関で使われるアメリカ軍の基準（158 cm以上、190 cm以下）に変更している。さらに、船外活動では宇宙服のサイズの関係で165 cm以上が必要とされる。

### ファッションモデル業界
スーパーモデルやブランドのコレクションショーなどに出演するモデルは、通常175cm以上の高身長である。雑誌に関しては身体のバランスがよければ特別な身長の高さは求められないが、170 cm前後を満たしているモデルが多い。また、雑誌・CMのモデルなどにはカメラの前での動きのよさや、いわゆるフォトジェニックであることも要求される。日本国外においていわゆるハイファッションの仕事をこなすモデル達は、ほとんどの場合これらの条件をクリアしている。

## 身長と健康
研究によると、身長が低いことと平均余命が長いことには相関関係がある。また、低身長の人は低血圧である可能性が高く、がんになる可能性も低い。ハワイ大学は、加齢の影響を減少させる「長寿遺伝子」のFOXO3が、より小さな体格の個人においてより一般的に認められることを見出した。低身長は慢性静脈不全のリスクを低下させる。いくつかの研究では、身長が全体的な健康の要因であることが示されているが、身長が高いほど心血管の健康が良くなり、身長が低いほど寿命が長いことが示唆されている。また、癌のリスクは身長とともに増大することもわかっている。
それにもかかわらず、身長と健康との関係に関する現代の西洋化された解釈では、世界的に観察された身長の変動を説明できない。カヴァッリ＝スフォルツァは、世界的な身長の変動は、環境の違いによる進化的圧力に一部起因する可能性があると指摘している。これらの進化的圧力は身長に関連した健康影響をもたらす。ヨーロッパのような寒冷気候では背の高さが適応上の利点であるが、温暖気候地域では短さが体温の放散で役に立つ。その結果、背が高いことと低いことの両方が異なる環境条件で健康利益を提供できるので、健康と身長の間の関係を容易に一般化することはできない。
身長と寿命の間の全体的な関係については、情報源の間で意見が一致していない。サマラスとエルリックは、「Western Journal of Medicine」誌で、ヒトを含むいくつかの哺乳類における身長と寿命の間に逆相関があることを示している。
身長が150 cm（4フィート11インチ）未満の女性では骨盤が小さく、出産時に肩甲難産などの合併症を起こすことがある。
2005年にスウェーデンで行われた研究は、スウェーデン人男性の身長と自殺の間には強い逆相関があることを示した。
ヒトや動物で得られた多くの研究によれば、体が短く小さいほど加齢が遅くなり、慢性疾患が少なく寿命が長い。例えば、ある研究では、「長寿命化」という主張を支持する領域が八つ見つかった。これらの領域には、長寿、平均寿命、100歳代、男性と女性の寿命の違い、より背の低い人における死亡率の利点、生存の知見、カロリー制限によるより小さな体の大きさ、および種内の体の大きさの違いに関する研究が含まれる。それらはみな、背の低い人は健康な環境と栄養状態で長生きするという結論を支持している。しかし、その寿命の差は小さい。ヒトを対象としたいくつかの研究では、0.5年/cmの身長低下（1.2年/インチ）が認められている。しかし、すべての背の高い人が若くして死ぬわけではない。多くは高齢まで生き、中には100歳以上になる人もいる。

### 身長と認知症
また近年の研究では、身長が高くなるほどアルツハイマー病になりにくいという研究結果が報告されている。デンマークのコペンハーゲン大学がjournal eLifeに報告し、2020年2月19日付のMedical News Todayに紹介された研究結果によると、平均身長175cmよりも6cm高い人は認知症になる危険が10％低くなり、調査対象者の知能指数や教育レベルなどの関係を調整しても、上述の結果はあまり変わらなかった。
イギリスのエディンバラ大学の研究でも身長が認知症リスクを左右する可能性があると発表し、2014年11月3日発行のデイリーメールが伝えた。平均身長1.7メートル以下の男性のアルツハイマー病発症率は50%以上高い事が判明した。

## 身長と運動能力
多くのスポーツでは身長が高いことが有利に働く。特に、バレーボールやバスケットボールなど高さを要求するスポーツでその傾向が顕著である。サッカーでもリーチや打点の高さなどの面で、長身がゴールキーパー、ディフェンダーといった守備的なポジションで有利となる。逆にフォワードなどの攻撃的なポジションでは低身長でも活躍している選手は多い。大相撲では新弟子検査の項目に身長があり、基準に満たない者は入門することができない。ラグビーのようにポジション毎に平均身長が異なる競技もある。
柔道やボクシングなどの格闘技では体重別に階級があるため、無差別級を除き、身長もある程度近い選手同士が対戦する事になる。
身長の低い選手の活躍を場を増やすためバレーボールでは全日本バレーボール小学生大会第1回大会（1981年）から後衛専門の選手を配置する特別ルール「バックセンター固定制」が取り入れられ、後に国際ルールとしてリベロが制定された。バスケットボールのポイントガードはマグシー・ボーグスのように低身長の選手もいるが、近年では大型選手も登場している。サッカーではFWやMFなどの攻撃的なポジションでよく見られる。
フェンシングでは、身長やリーチの差を瞬発力が補う場合があるという。同じく武具を使用して一撃で勝敗に繋がる競技剣道も同様ではあるが、面に限れば身長が高いほうが有利になるとされる。
一方で、身長が高いことが不利に働く競技も少なからず存在する。競馬・競艇・モータースポーツなど動物や乗り物に乗る競技ではこの傾向が顕著である。可能な限り体重を落とす必要があるため、身長が低い競技者が有利となり、長身は圧倒的に不利になる。また、乗り物によっては余りにも長身であると、操縦席に身体が収まらない事態を生じる場合があり、結果としてその乗り物を使用する競技への志望を断念しなければならなくなる場合もある。

## 身長と異性への選好

### 女性から男性への選好[130]
女性が高身長の男性を好むことは基本的に一貫して報告されている。
1996年に発表された身長と選好についてのメタ分析によれば、異性愛者の女性は背が高いパートナーを好む傾向があることが裏付けられている。2013年に発表された研究によると、平均して男性パートナーの身長に対する女性の満足度は、女性自身よりも21cm高いときに最大であった。逆に男性の満足度は、女性が男性よりも8 cm低い時に最大であるので、女性は背が高いことに加えて、男性よりも大きな身長差を好んでいる。行動経済学者のダン・アリエリーの研究によれば、アメリカ人女性は高身長男性とデートすることに対して並々ならぬ選好をみせ、低身長の男性が魅力的と判断されるには、高身長男性よりもかなりの額を稼がなければならないという。
オンライン・デーティングを研究する社会科学者によれば、男性も身長の低い女性を好むとされ、実際に低身長の女性と高身長の男性はより多くメッセージを受け取る傾向にあった。異性愛者の女性の出会い系サイトでの行動に関する定量的研究では、高身長男性に対する著しい選好が示され、女性の大部分は平均よりもかなり身長が低い男性を受け入れないことが示された。
進化心理学によると、女性は、暴力的な男たちから身を守るという課題を、自分を保護してくれるだけの体絡・体力・運動能力をそなえた男性を配偶者に選ぶことによって、少なくとも部分的には解決したとされており、身長は配偶者防衛の点で有利になると考えられている。また、男性の身長が資源や社会的地位の有用な手がかりになり、直接子孫に高身長に関連する遺伝子を渡すことができるので、女性は背の高い男性を配偶者として好むと考えられている。
実際に高身長の男性は低身長の男性よりも、長期的なパートナーを得ることが多く複数の長期的パートナーと交際していた可能性が高いことがわかっている。アメリカで60,000人の身長と性生活の関連について調べた研究によると、背の高い男性ほど性的なパートナーが増える傾向があることがわかった。172cmから177cmの男性は平均の身長よりも低いとされ、そうした人は他の人よりもパートナーが1～3人少ない傾向があった。また、別の研究では、低身長の男性のパートナーは健康状態が悪く、収入と教育程度が低く、BMIが高くなることがわかっている。
なお、女性から男性への高身長の選好は、必ずしも文化的に普遍的なものではない。ナミビア北部のヒンバでは52%の女性が背の高いパートナーを選好し、34%の女性が同じ身長のパートナーを選好し、14%が背の低いパートナーを選好した。タンザニアのダトガの人々のうち、背の高いパートナーを選んだ女性は半分（52%）だけであった。このような違いが生じるのは、女性の選好が必ずしも背の高い男性ではなく、比較的背の高い男性を好む傾向があることが考えられる。異なる文化における身長と繁殖成功度との関係は曲線的であることが多く、最も背の低い男性は子供が最も少なく、分布の中央にいる男性は子供が最も多い。極端に背の高い男性は、背の低い女性のグループから除外される可能性が高く、平均よりわずかに背の高い男性と比べてデートの選択肢が少ない可能性がある。

### 男性から女性への選好
男性から女性に対する身長の選好は、それほど明確ではないが、低身長の女性を好む傾向がある。
男性は通常は低身長の女性を好むため、背の低い女性はデートの可能性が大きくなる。2013年に発表された研究によると、身長に関して男性は、男性よりも8cm低い女性を好んだ。
一方で、背の高い女性は、その身長が資源へのアクセス、健康な発達、優位性、そして高い地位の手がかりとなる側面があり、同性である女性からの人気が高い傾向がある。実際に、ファッションモデルは平均的な女性よりも背が高い傾向がある。背の高い女性は、背の低い女性よりも優位的であると認識され、社会的尊敬と収入が高く、自身の身長により満足している。